# Heinz Jürgen Wolf
Heinz Jürgen Wolf (Düsseldorf, 16 gennaio 1936 – Bonn, 26 marzo 2016) è stato un linguista tedesco.

## Biografia
Aveva studiato romanistica, anglistica e filosofia nelle università di Colonia e di Aix-en-Provence. Infine aveva completato un dottorato presso l'Università di Colonia con un articolo sui nomi etnici francesi, Die bildung der französischen Ethnica.  Nel 1970 aveva ottenuto la libera docenza e  dal 1974 insegnò linguistica romanza all'Università di Bonn.
Ha pubblicato diversi studi sulle lingue romanze, in particolare sull'italiano e sul francese e dal 1983 sul sardo. 

## Opere
- Die Bildung der französischen Ethnica (Bewohnernamen), (in tedesco e in inglese) Droz, 1964
- Die Bildung der französischen Ethnica, Ginevra / Parigi, 1967.
- Französische Sprachgeschichte, Heidelberg, 1979.
- Glosas Emilianenses, Amburgo, 1991.
- Studi barbaricini: miscellanea di saggi di linguistica sarda, Cagliari, 1992.
- Studia ex hilaritate : mélanges de linguistique et d'onomastique sardes et romanes offerts à Monsieur Heinz Jürgen Wolf, 1996
- Toponomastica barbaricina: i nomi di luogo dei comuni di Fonni, Gagoi, Lodine, Mamoiada, Oliena, Ollolai, Olzai, Orgòsolo, Ovodda, Editore	Insula, Nuoro, 1998 ISBN 8886111096